# Epoxit

Cấu trúc chung của epoxit

Trong hóa học hữu cơ, epoxit là ether mạch vòng, khi mà 2 nguyên tử cacbon và một nguyên tử oxy tạo thành một vòng 3 cạnh, hay vòng 3 nguyên tử. Vòng 3 cạnh này có sức căng vòng khá lớn(60°) so với các vòng khác, điều đó lý giải tại sao epoxit có tính phản ứng cao hơn nhiều so với ete thông thường. Các epoxit được sản xuất trong công nghiệp với quy mô lớn cho nhiều mục đích sử dụng khác nhau. Nói chung, các epoxit khối lượng phân tử thường không màu và không phân cực và dễ bay hơi.

## Danh pháp
Các hợp chất chứa vòng epoxit còn được biết đến với cái tên epoxy, oxiran hoặc ethoxyline. Các epoxit nhỏ thường được gọi là oxit. Ví dụ như epoxit của etylen được gọi là etylen oxit. Có nhiều hợp chất có tên gọi khá đơn giản, như etylen oxit có thể gọi tắt là oxiran. Để thấy rõ hợp chất có vòng oxiran, người ta thường thêm tiền tố epoxy vào hợp chất gốc, ví dụ như propylen oxit còn thể gọi là epoxypropane hoặc thêm chữ 1,2 để biết được vị trí của nhóm epoxy, như 1 2 epoxypropane, nghĩa là nhóm epoxy nằm ở vị trí 1 và 2 trong "khung xương" propan.
Có một loại polyme được gọi là epoxy, nhưng chúng gần như không có nhóm epoxy nào, chỉ còn rất ít các vòng oxiran sót lại sau phản ứng tạo polymer.

## Tổng hợp
Các epoxit được sản xuất nhiều trong công nghiệp là ethylene oxit và propylene oxit, được sản xuất tương ứng ở quy mô khoảng 15 và 3 triệu tấn/năm.[2]
Ngoại trừ ethylene oxit, hầu hết epoxit được tạo ra khi peroxit tặng một nguyên tử oxy cho anken. Cần phải lưu ý về an toàn vì peroxit(hữu cơ và vô cơ) đều là các độc hại và dễ cháy
Cả hai t-butyl hydroperoxide và ethylbenzen hydroperoxide đều có thể được sử dụng làm tác nhân oxy hóa (tuy nhiên cần có chất xúc tác và hầu hết các nhà sản xuất công nghiệp đều sử dụng quá trình khử clo và nước để tạo ra chlorohydrin)
Epoxy hóa ethylen
Ethylen phản ứng với khí oxy để tạo ra etylen oxit. Điều kiện phản ứng là phải có bạc làm xúc tác và ở nhiệt độ và áp suất nhất định.Theo cơ chế phản ứng được đề xuất vào năm 1974[5], thì hiệu suất của phản ứng là 6/7, nghĩa là cứ 7 phân tử etylen thì có 6 phân tử etylen oxit được tạo ra, 1 phân tử sẽ bị đốt cháy.
.
Lý do chỉ có etylen được sản xuất theo cách này là vì tất cả các anken đều không tạo ra epoxit trong phản ứng cháy không hết, bao gồm cả propylen, alken đơn giản chỉ sau etylen, riêng etylen tạo ra epoxit trong phản ứng đốt cháy không hoàn toàn, mặc dù Chất xúc tác Au TS-1 có thể epoxy hóa chọn lọc propylene thành propylen oxit hay (1,2) epoxypropane.
Peroxide hữu cơ và chất xúc tác kim loại
Các phức chất kim loại là chất xúc tác hữu dụng cho quá trình epoxy hóa anken thành epoxit liên quan đến hydro peroxide và alkyl hydroperoxide. Quá trình epoxid hóa có sử dụng xúc tác kim loại lần đầu tiên được khám phá khi sử dụng tert-butyl hydroperoxide(TBHP) làm chất oxy hóa trong epoxy hóa.
Phản ứng epoxid hóa nucleophilic
Các olefin thiếu điện tử, chẳng hạn như các dẫn xuất enone và dẫn xuấtacryl có thể được epoxy hóa bằng cách sử dụng các hợp chất oxy ái nhân như peroxit. Phản ứng là một cơ chế hai bước. Đầu tiên, oxy thực hiện phản ứng cộng liên hợp nucleophin để tạo ra cacbanion ổn định. Carbanion này sau đó tấn công cùng một nguyên tử oxy, thay thế một nhóm rời khỏi nó để khép vòng epoxit.
Chuyển từ axit peroxycarboxylic
Axit peroxycarboxylic, có tính điện di cao hơn các peroxit khác, chuyển đổi anken thành epoxit mà không cần có kim loại làm xúc tác . Trong các ứng dụng chuyên dụng, thuốc thử dioxirane (ví dụ dimethyldioxirane) hoạt động tương tự nhưng dễ nổ hơn. Các hoạt động trong phòng thí nghiệm điển hình sử dụng phản ứng Prilezhaev.[10][11] Cách tiếp cận này liên quan đến quá trình oxy hóa anken bằng peroxyaxit như mCPBA. Minh họa là quá trình epoxid hóa styren với axit perbenzoic thành oxit styren:[12] Phản ứng Prilezhaev Hóa học lập thể của phản ứng khá nhạy cảm. Tùy thuộc vào cơ chế của phản ứng và hình dạng của vật liệu ban đầu anken, các đồng phân không đối quang cis và/hoặc trans epoxit có thể được hình thành. Ngoài ra, nếu có các chất lập thể khác có trong nguyên liệu ban đầu, chúng có thể ảnh hưởng đến hóa học lập thể của quá trình epoxid hóa. Phản ứng tiến hành thông qua cái thường được gọi là "Cơ chế bướm".[13] Peroxide được xem là chất ái điện tử và anken là chất ái nhân. Phản ứng được coi là phối hợp. Cơ chế bướm cho phép định vị lý tưởng quỹ đạo sao O−O sigma để các electron C−C π tấn công.[14] Bởi vì hai liên kết bị phá vỡ và hình thành nên oxy epoxit, đây chính thức là một ví dụ về trạng thái chuyển tiếp coarctate.
Epoxy hóa không đối xứng
Epoxit chiral thường có thể được tạo ra một cách chọn lọc từ các anken prochirus. Nhiều phức kim loại cung cấp chất xúc tác hoạt động, nhưng quan trọng nhất liên quan đến titan, vanadi và molypden.[15] [16] Hydroperoxide cũng được sử dụng trong các quá trình epoxid hóa chọn lọc đối quang xúc tác, chẳng hạn như quá trình epoxid hóa Sharpless và quá trình epoxid hóa Jacobsen. Cùng với quá trình epoxid hóa Shi, những phản ứng này rất hữu ích cho quá trình tổng hợp chọn lọc đối quang của epoxit bất đối. Thuốc thử oxaziridine cũng có thể được sử dụng để tạo ra epoxit từ anken. Phản ứng epoxid hóa Sharpless là một trong những phản ứng hóa học chọn lọc đối quang hàng đầu. Nó được sử dụng để điều chế rượu 2,3-epoxy từ rượu allylic bậc một và bậc hai.[17] [18]
Tạo từ epoxit từ halohydrin
Tại đây, alken phản ứng halogen() và nước tạo ra halohydrin. Halohydrin là các hợp chất hữu cơ có nhóm hydroxy(-OH) và halogen(-CI hoặc -Br) gắn vào hai nguyên tử cacbon nằm cạnh nhau. Nếu halogen là clo, thì hợp chất này là clorohydrin, và nếu là brom thì là bromohydrin. Các halohydrin phản ứng phải bazo đều tạo raepoxit, thông qua phản khử hydro halide.
Đầu tiên, bazo loại ra proton khỏi nhóm OH, tạo ra anion oxy , nguyên tử oxy liên kết với nguyên tử cacbon ở cạnh tạo nhóm oxiran và đẩy nguyên tử halogen ra ngoài dưới dạng ion halide.
Ứng dụng trong tổng hợp propylen oxit
Propylen phản ứng với {\displaystyle {\ce {Cl2}}} và {\displaystyle {\ce {H2O}}} tạo ra propylen clorohydrin, propylen clorohydrin tác dụng với dung dịch{\displaystyle {\ce {Ca(OH)2}}} tạo ra propylen oxit.
{\displaystyle {\ce {CH3-CH=CH2 + Cl2 + H2O -> CH3-CHCl-CH2OH}}} và {\displaystyle {\ce {CH3-CHOH-CH2Cl}}}
CH3CH(Cl)CH2OH -> CH3CH(O)CH2
CH3CH(OH)CH2Cl -> CH3CH(O)CH2.
Phản ứng Darzens.
Trong phản ứng Johnson–Corey–Chaykovsky, epoxit được tạo ra từ các nhóm carbonyl và sulfonium ylides. Trong phản ứng này, sulfonium là nhóm bị mất chứ không clorua như clorohydrin.
Tổng hợp sinh học
Epoxit không có nhiều trong tự nhiên. Chúng thường hình thành  bởi quá trình epoxit hóa anken nhờ tác dụng của  enzim cytochrome P450.[22] (cần phải xem thêm các axit epoxyeicosatrienoic tồn tại trong thời gian ngắn hoạt động như các phân tử truyền tín hiệu. [23] và các axit epoxydocosapentaenoic tương tự và axit epoxyeicosatetraenoic.)
Aren oxit là các epoxit tương ứng của hidrocacbon thơm. Chúng có vai trò trung gian trong quá trình oxy hóa hidrocacbon thơm bằng cytochrome P450.

## Phản ứng epoxit
Độ phản ứng của epoxit được đo bằng khả năng mở vòng của chúng
Phản ứng thủy phân và phản ứng cộng
Epoxit phản ứng với nhiều nucleophile, như amin, thiol, nước, alcohol và thậm chí cả halide
Tính chọn lọc hồi quy mở vòng trong epoxit không đối xứng thường tuân theo kiểu tấn công SN2 ở carbon ít được thay thế nhất,[25] nhưng có thể bị ảnh hưởng bởi độ ổn định carbocation trong điều kiện axit.[26] Loại phản ứng này là cơ sở của keo epoxy và sản xuất glycol.[19]
Lithi nhôm hydride hợc nhôm hydride đều khử epoxit thành alcohol bằng cách thêm hydro vào epoxit.
Phản ứng trùng hợp và oligome hóa
Trùng hợp của epoxit tạo ra polyete. Ví dụ, ethylene oxit polyme hóa để tạo ra polyethylene glycol(PEG), còn được biết là polyethylene oxit(PEO). Phản ứng của rượu hoặc phenol với ethylene oxit, ethoxy hóa, được sử dụng rộng rãi để sản xuất chất hoạt động bề mặt:[28]
ROH + n C2H4O → R(OC2H4)nOH
Epoxit tạo thành polyester khi tác dụng anhydride.
Kim loại hóa và khử oxy
Epoxit có thể được khử oxy thành anken gốc bằng thuốc thử oxophilic, làm mất hoặc duy trì cấu hình.[31] Sự kết hợp của vonfram hexachloride và n-butyllithium tạo ra anken.[32] [33].
epoxide tạo thành episulfide(thiiran) khi tác dụng với thioure. Episulfide là các hợp chất giống epoxit, nhưng nguyên tử lưu huỳnh thay thế cho oxy. Có thể hình dung episulfide là vòng 3 canh của lưu huỳnh.

### Các phản khác
- Epoxit tham gia phản ứng mở rộng vòng, tạo thành este cacbonat tuần hoàn 5 cạnh.
- Một epoxit tiếp giáp với rượu có thể trải qua quá trình sắp xếp lại Payne trong bazơ.